# Biatlon na Zimních olympijských hrách 2014 – štafeta ženy

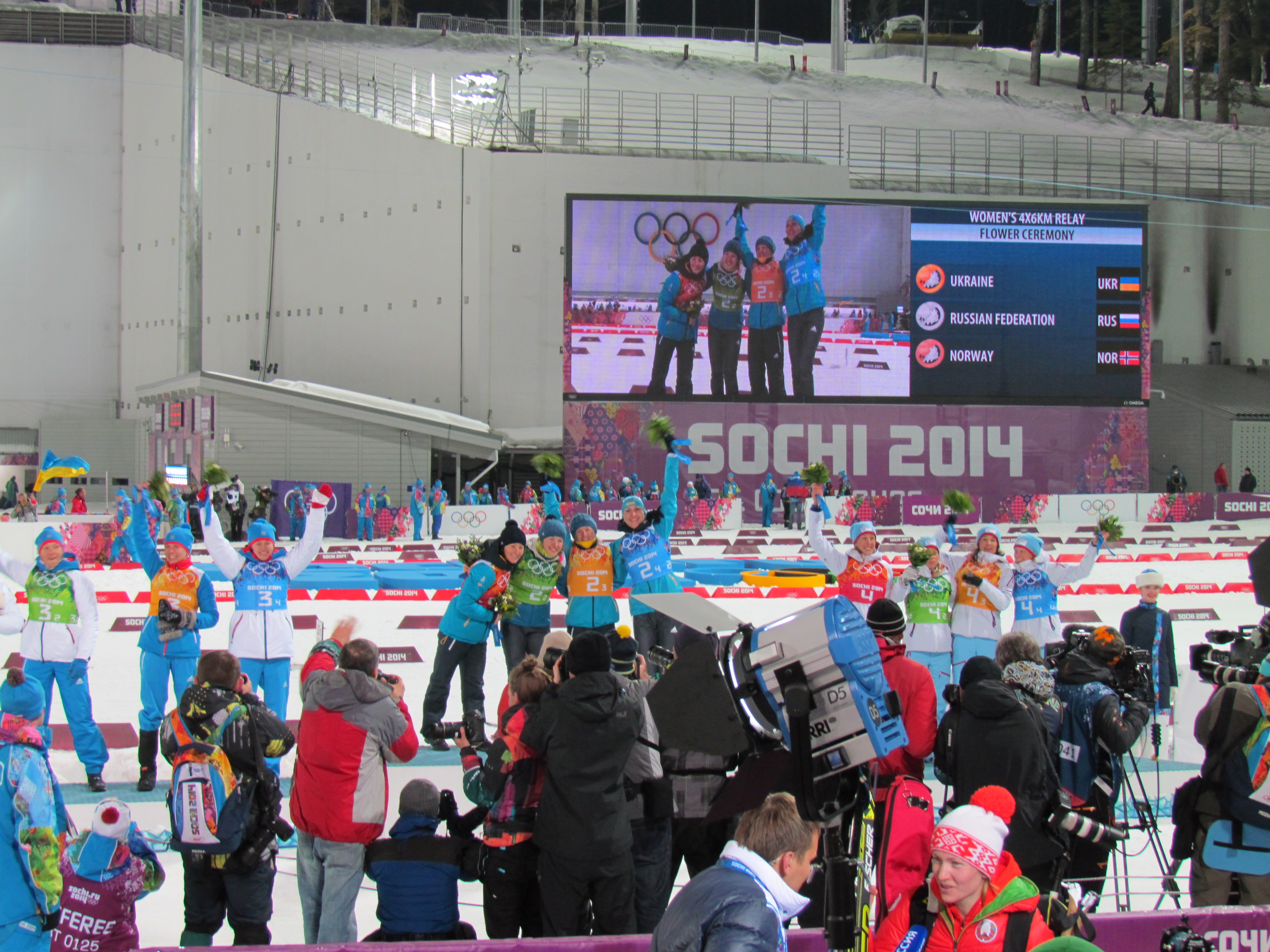
Květinový ceremoniál v Soči krátce po závodu, zleva později diskvalifikovaný ruský tým, ukrajinské vítězky a norské družstvo

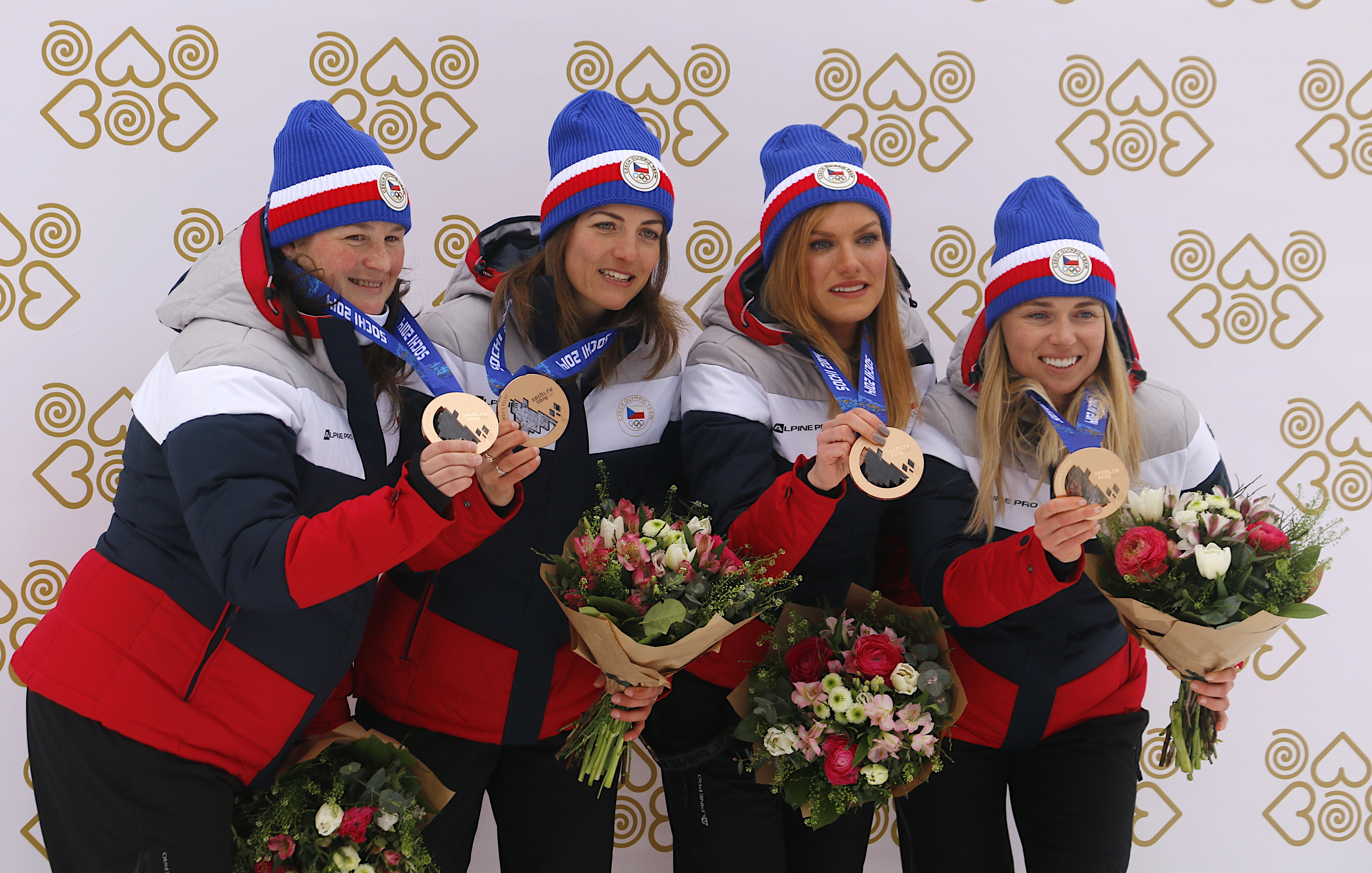
České biatlonistky (zleva Vítková, Landová, Soukalová, Puskarčíková) dodatečně převzaly bronzové medaile při slavnostním ceremoniálu během závodů Světového poháru v Novém Městě na Moravě v březnu 2023

Štafeta žen na Zimních olympijských hrách 2014 se konala v pátek 21. února v lyžařském středisku v Centru biatlonu a běžeckého lyžování Laura nedaleko Krasné Poljany. Zahájení závodu proběhlo v 18.30 hodin místního času UTC+4 (15.30 hodin SEČ).
Obhájkyněmi olympijského zlata byla štafeta Ruska, která závod dokončila na druhém místě, v roce 2017 však byla diskvalifikována za doping Jany Romanovové, Olgy Viluchinové a Olgy Zajcevové. Po sérii odvolání ruských závodnic definitivně rozhodla v září 2020 Mezinárodní sportovní arbitráž, která diskvalifikaci Zajcevové potvrdila, avšak u Romanovové a Viluchinové ji kvůli nedostatku důkazů zrušila. Na základě toho změnila v září 2021 Mezinárodní biatlonová unie výsledkovou listinu a v květnu 2022 Mezinárodní olympijský výbor rozhodl o přerozdělení udělených cenných kovů, takže původně třetí Norsko získalo stříbrné medaile a české družstvo, které původně skončilo na čtvrtém místě, obdrželo bronzové medaile.
Ukrajina získala první zlatou olympijskou medaili v biatlonu v historii, a teprve druhou olympijskou zlatou celkově. Ukrajina se stala po Německu, Rusku a Francii teprve čtvrtou zemí, která vyhrála štafetu žen na olympijských hrách. 
Poprvé v historii olympijského biatlonu nezískalo v této disciplíně medaili Německo. Štafeta Francie závod nedokončila, protože Marie-Laure Brunetová na prvním úseku v průběhu závodu zkolabovala a musela být odvezena do nemocnice..

## Výsledky
| Pořadí | Č. | Stát | Čas       | Střelba | Ztráta  |
| --- | -- | --- | --------- | ------- | ------- |
| 01 | 2  | Ukrajina · Vita Semerenková · Julija Džymová · Valentyna Semerenková · Olena Pidhrušná                      | 1:10:02,5 | 0+5     | —       |
| 02 | 4  | Norsko · Fanny Hornová Birkelandová · Tiril Eckhoffová · Ann Kristin Flatlandová · Tora Bergerová           | 1:10:40,1 | 0+5     | +37,6   |
| 03 | 10 | Česko · Eva Puskarčíková · Gabriela Soukalová · Jitka Landová · Veronika Vítková                            | 1:11:25,7 | 0+14    | +1:23,2 |
| 4. | 6  | Bělorusko · Ludmila Kalinčiková · Naděžda Skardinová · Naděžda Pisarevová · Darja Domračevová               | 1:11:33,4 | 1+8     | +1:30,9 |
| 5. | 8  | Itálie · Dorothea Wiererová · Nicole Gontierová · Michela Ponzaová · Karin Oberhoferová                     | 1:11:43,3 | 1+9     | +1:40,8 |
| 6. | 14 | Spojené státy americké · Susan Dunkleeová · Hannah Dreissigackerová · Sara Studebakerová · Annelies Cooková | 1:12:14,2 | 0+13    | +2:11,7 |
| 7. | 7  | Kanada · Rosanna Crawfordová · Megan Imrieová · Megan Heinickeová · Zina Kocherová                          | 1:12:21,5 | 2+12    | +2:19,0 |
| 8. | 12 | Švýcarsko · Selina Gasparinová · Elisa Gasparinová · Aita Gasparinová · Irene Cadurischová                  | 1:12:34,3 | 0+9     | +2:31,8 |
| 9. | 11 | Polsko · Krystyna Pałková · Magdalena Gwizdońová · Weronika Nowakowská-Ziemniaková · Monika Hojniszová      | 1:12:34,4 | 4+8     | +2:31,9 |
| 10. | 1  | Německo · Franziska Preussová · Andrea Henkelová · Franziska Hildebrandová · Laura Dahlmeierová             | 1:13:44,2 | 0+6     | +3:41,7 |
| 11. | 13 | Kazachstán · Galina Višněvská · Jelena Chrustalevová · Darja Usanovová · Marina Lebeděvová                  | 1:15:54,7 | 0+13    | +5:52,2 |
| 12. | 17 | Japonsko · Fujuko Suzukiová · Júki Nakadžimaová · Miki Kobajašiová · Rina Suzukiová                         | LAP       | 0+11    | +9:99,9 |
| 13. | 9  | Slovensko · Jana Gereková · Paulína Fialková · Terézia Poliaková · Martina Chrapánová                       | LAP       | 5+19    | +9:99,9 |
| 14. | 16 | Čína · Sung Čchao-čching · Čang Jen · Tchang Ťia-lin · Sung Na                                              | LAP       | 0+11    | +9:99,9 |
| 15. | 15 | Estonsko · Kadri Lehtlaová · Grete Gaimová · Darja Jurlovová · Johanna Talihärmová                          | LAP       | 1+13    | +9:99,9 |
| DNF | 5  | Francie · Marie-Laure Brunetová · Marie Dorinová Habertová · Anaïs Chevalierová · Anaïs Bescondová          | DNF       | 99      | +9:99,9 |
| DSQ | 3  | Rusko · Jana Romanovová · Olga Zajcevová · Jekatěrina Šumilovová · Olga Viluchinová                         | 1:10:28,9 | 0+4     | +26,4   |
| Č. – startovní číslo týmu, LAP – tým byl předběhnut o kolo, DSQ – štafeta diskvalifikována, DNF – štafeta nedojela do cíle |    | |           |         |         |